# Ozarba oplora
Ozarba oplora là một loài bướm đêm trong họ Noctuidae.